# Carnegie-Bibliothek

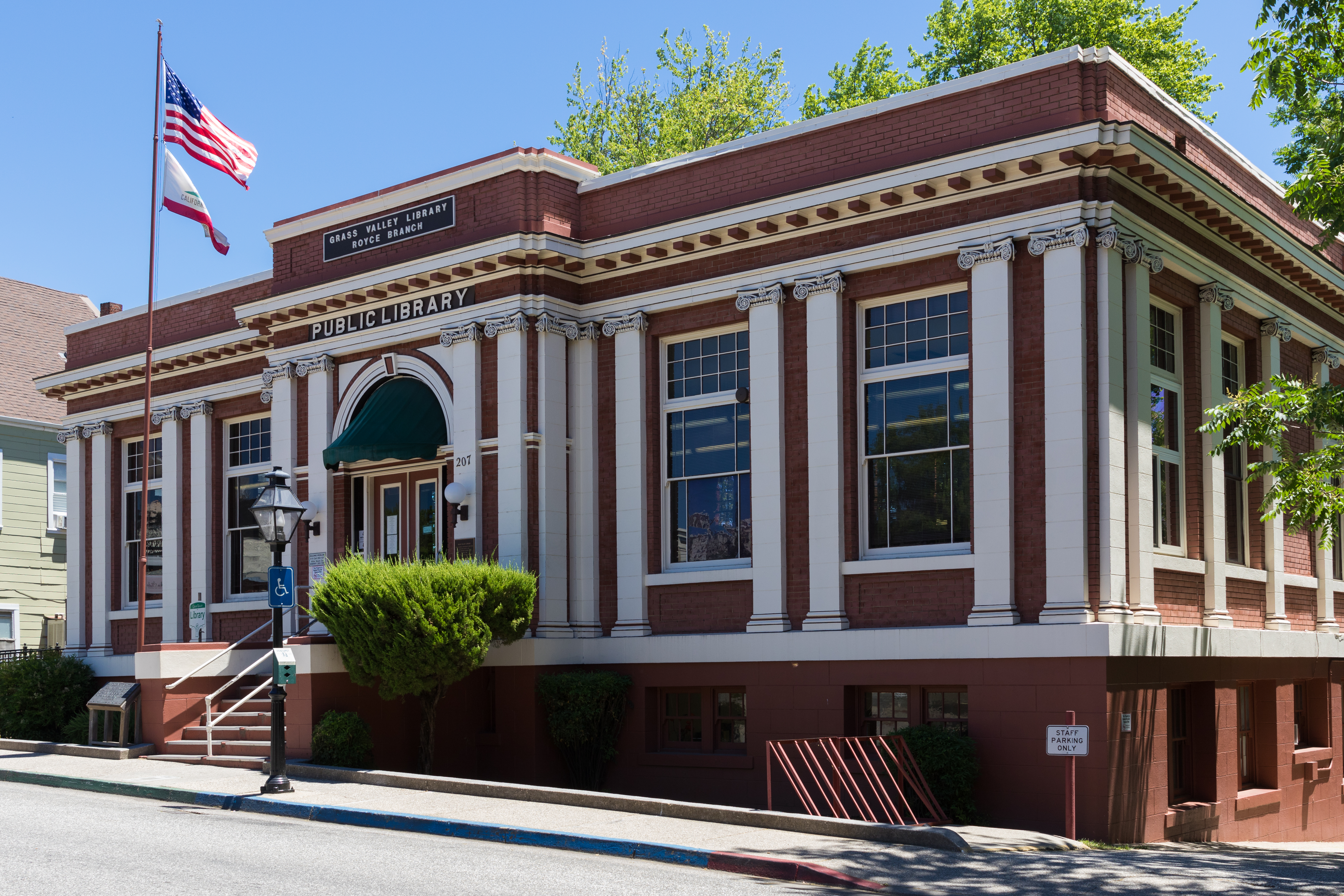
Die 1916 errichtete Carnegie-Bibliothek in Grass Valley, CA

Carnegie-Bibliothek oder Carnegie Library ist der Name von Bibliotheken, deren Bau der US-amerikanische Stahlmagnat und Philanthrop Andrew Carnegie finanzierte, um jedem den Zugang zu einer freien öffentlichen Bibliothek zu ermöglichen. Insgesamt spendete er über 56 Millionen US-Dollar. Mit diesem Geld wurden zwischen 1883 und 1929 weltweit 2509 Bibliotheken errichtet.
Die „Carnegie Free Library of Braddock“ in Pennsylvania war die erste öffentliche Bücherei in den USA.
Zwischen 1880 bis etwa 1920 wurden die meisten Leuchttürme in der englischsprachigen Welt regelmäßig mit kostenlosen Bücherkisten ausgestattet. Diese Kisten hießen offiziell „Library Box“, wurden jedoch unter dem Namen „Carnegie`s Book Boxes“ bekannt. 1893 waren allein in den USA über 700 nummerierte Bücherboxen zwischen den Leuchttürmen unterwegs.
Beispiele:
- Carnegie-Bibliothek (Reims), Frankreich
- Terrell Carnegie Library, Texas, Vereinigte Staaten
- Carnegie Public Library (Tyler), Texas, Vereinigte Staaten
- Bibliothek der Universität Belgrad, Serbien
- Suva City Carnegie Library, Fidschi
- Carnegie Free Library (Montrose)

Mehrere der ehemaligen Bibliotheken wurden später in Museen umgewandelt, so beispielsweise das Hanford Carnegie Museum in Hanford, Kalifornien.